# Biskupová
Biskupová (Hongaars: Püspökfalu) is een Slowaakse gemeente in de regio Nitra, en maakt deel uit van het district Topoľčany.
Biskupová telt 218 inwoners.